# Polypodium sikkimense
Polypodium sikkimense là một loài dương xỉ trong họ Polypodiaceae. Loài này được Hieron. mô tả khoa học đầu tiên năm 1905.
Danh pháp khoa học của loài này chưa được làm sáng tỏ. 